# Γ-辛内酯
γ-辛内酯（英語：γ-Octalactone）是一种有机化合物，分子式C8H14O2，可看做4-羟基辛酸（γ-羟基辛酸）脱水形成的内酯，有椰子的气味。